# Brantley County
Das Brantley County befindet sich im Bundesstaat Georgia der Vereinigten Staaten. Der Verwaltungssitz (County Seat) ist Nahunta.

## Geographie
Das County liegt im Südosten von Georgia, ist im Südosten etwa 70 km vom Atlantik und im Süden etwa 60 km von der Nordgrenze des US-Bundesstaates Florida entfernt. Es hat eine Fläche von 1159 Quadratkilometern, wovon acht Quadratkilometer Wasserfläche sind und grenzt im Uhrzeigersinn an die Countys Wayne County, Glynn County, Camden County, Charlton County, Ware County und Pierce County.
Das County ist Teil der Metropolregion Brunswick–St. Simons.

## Geschichte
Brantley County wurde am 14. August 1920 aus Teilen des Charlton County, Pierce County und Wayne County gebildet. Benannt wurde es nach Benjamin D. Brantley, einem Mitglied einer angesehenen Familie, aus der später auch der Senator William Goodman Brantley hervorging.

## Demografische Daten
Laut der Volkszählung von 2010 verteilten sich die damaligen 18.411 Einwohner auf 6.885 bewohnte Haushalte, was einen Schnitt von 2,66 Personen pro Haushalt ergibt. Insgesamt bestehen 8.086 Haushalte.
73,7 % der Haushalte waren Familienhaushalte (bestehend aus verheirateten Paaren mit oder ohne Nachkommen bzw. einem Elternteil mit Nachkomme) mit einer durchschnittlichen Größe von 3,08 Personen.
29,0 % der Bevölkerung waren jünger als 20 Jahre, 24,3 % waren 20 bis 39 Jahre alt, 28,6 % waren 40 bis 59 Jahre alt und 18,2 % waren mindestens 60 Jahre alt. Das mittlere Alter betrug 38 Jahre. 49,9 % der Bevölkerung waren männlich und 50,1 % weiblich.
94,4 % der Bevölkerung bezeichneten sich als Weiße, 2,9 % als Afroamerikaner, 0,3 % als Indianer und 0,2 % als Asian Americans. 0,7 % gaben die Angehörigkeit zu einer anderen Ethnie und 1,5 % zu mehreren Ethnien an. 1,9 % der Bevölkerung bestand aus Hispanics oder Latinos.
Das durchschnittliche Jahreseinkommen pro Haushalt lag bei 36.301 USD, dabei lebten 20,9 % der Bevölkerung unter der Armutsgrenze.

## Kultur und Sehenswürdigkeiten

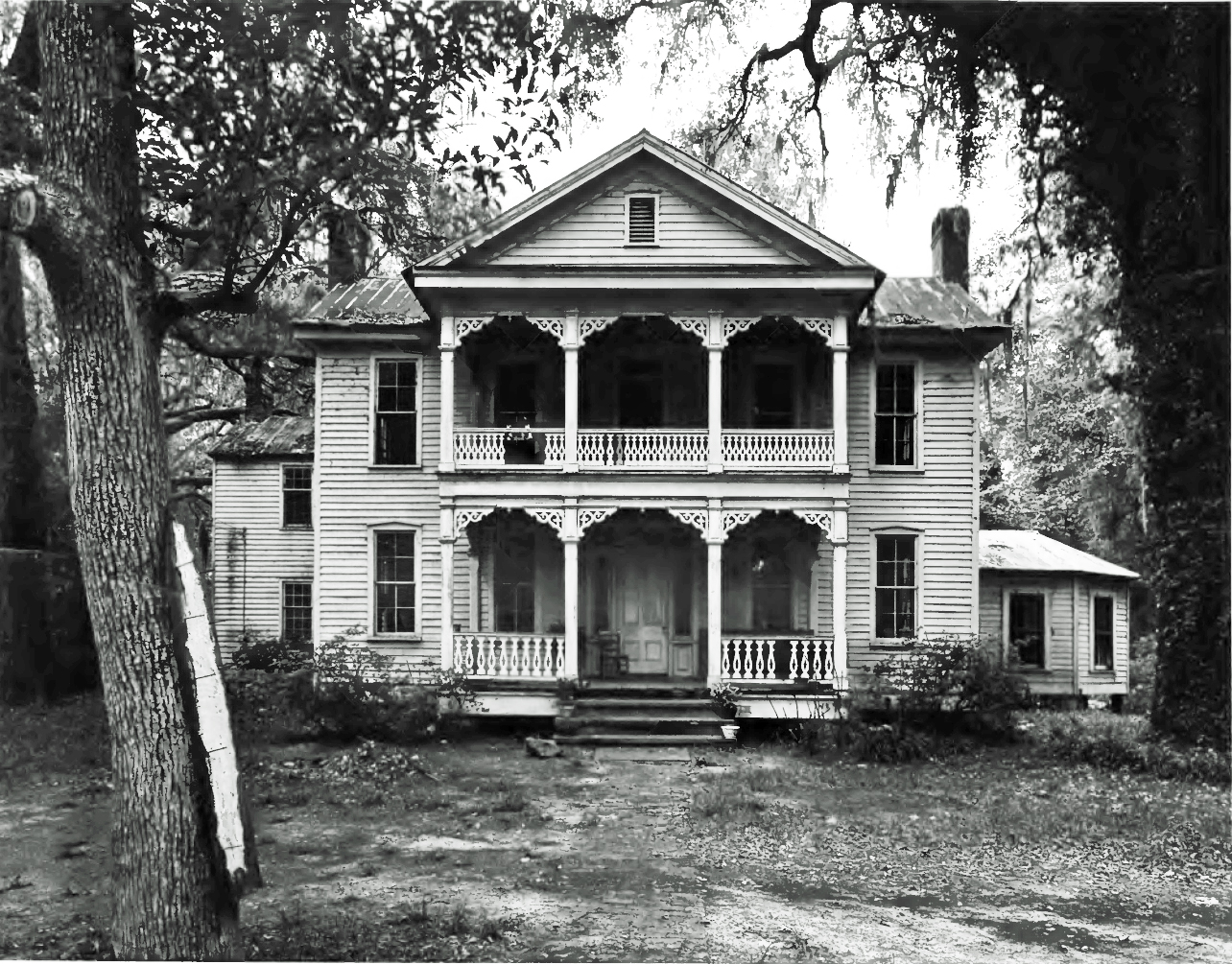
Sylvester Mumford House (1981). Diese Residenz entstand um 1848 in der Nähe von Waynesville für den Kaufmann und Postfilialenleiter Sylvester Mumford. Im Juni 1982 wurde das Gebäude als erstes Objekt im County in das NRHP eingetragen. Im März 2005 brannte die Residenz ab und wurde in der Folge abgerissen.

Zwei Bauwerke im Brantley County sind im National Register of Historic Places („Nationales Verzeichnis historischer Orte“; NRHP) eingetragen (Stand 28. April 2023), neben dem Gerichts- und Verwaltungsgebäude des County ist dies das Sylvester Mumford House.

## Orte im Brantley County
Orte im Brantley County mit Einwohnerzahlen der Volkszählung von 2010:
Cities:
- Hoboken – 528 Einwohner
- Nahunta (County Seat) – 1.053 Einwohner